# Eye liner

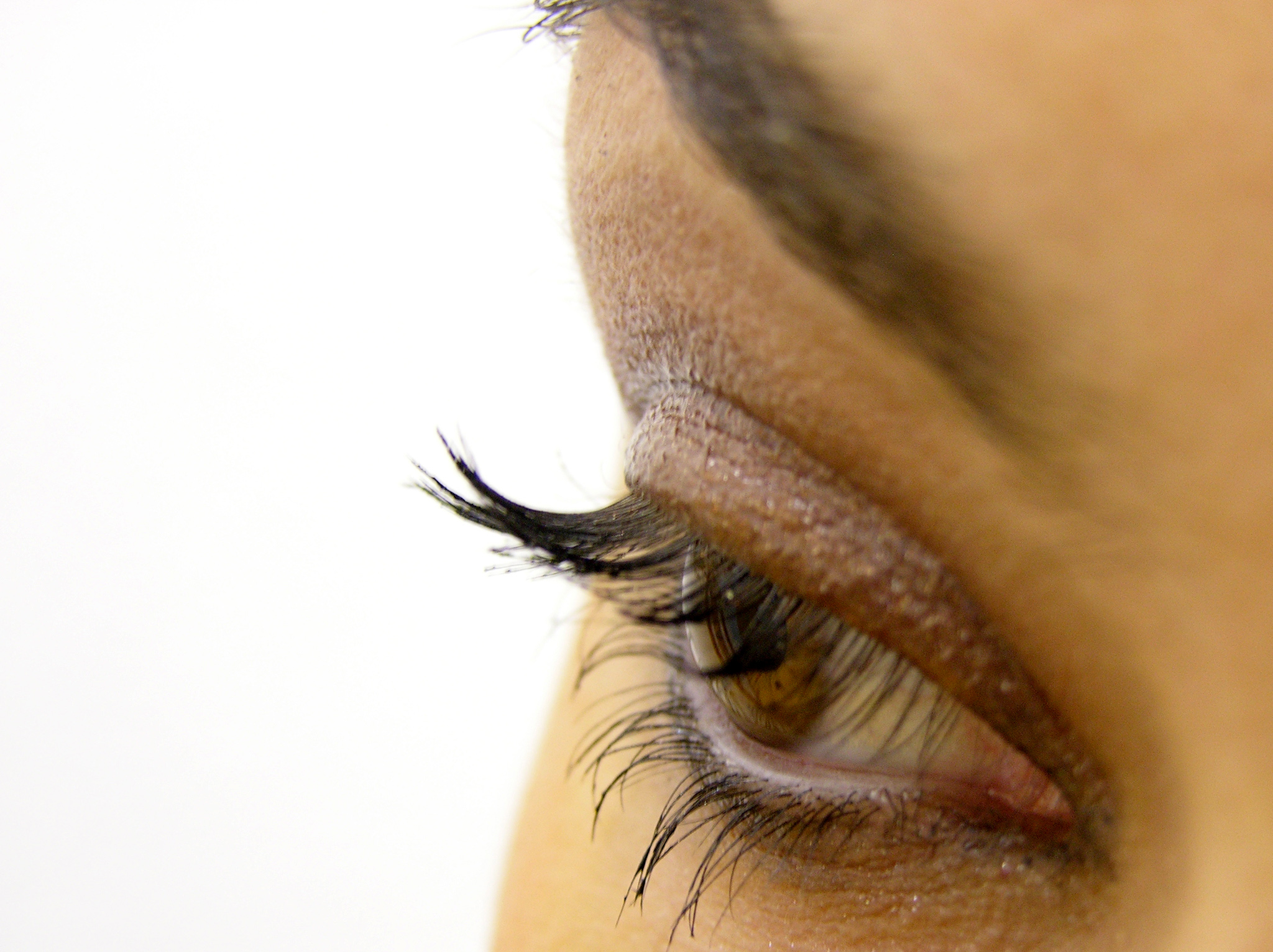
Applicazione di eyeliner su un occhio

L'eyeliner (letteralmente "delineatore per gli occhi"), in italiano raramente delinatore palpebrale o semplicemente delineatore, è un cosmetico per il maquillage degli occhi.
Consiste in un fluido colorato, di norma nero, che si applica sulla palpebra superiore, parallelamente alla rima ciliare.
Si applica con un pennellino morbido e sottile incluso nella confezione del prodotto.
Può essere anche sotto forma di gel e deve essere applicato con un pennello angolato o con un pennello a setole morbide e sottili.
L'eyeliner serve principalmente per delineare l'occhio così da dare profondità allo sguardo.
Le scelte adottate sono molteplici: la linea può esser fatta più o meno spessa, e sarebbe bene che la "linguetta" finale si diriga verso l'alto perché diversamente si rischierebbe di avere un aspetto stanco.